# Urzeala tronurilor (sezonul 2)
Urzeala tronurilor este un serial de televiziune de fantezie medievală produs de HBO pe baza scrierilor lui George R. R. Martin cu același nume. Premiera a avut loc la 1 aprilie 2012  și ultimul episod a fost transmis la 3 iunie 2012 . Sezonul cuprinde 10 episoade, filmările au început la 25 iulie 2011.
Acest sezon este bazat în mare parte pe volumul Încleștarea regilor scris de George R. R. Martin, a doua carte din seria Cântec de gheață și foc. 

## Distribuție

### Actori principali
- Peter Dinklage ca Tyrion Lannister (10 episoade)
- Lena Headey ca Regina Cersei Lannister (9 episoade)
- Nikolaj Coster-Waldau ca Ser Jaime Lannister (4 episoade)
- Michelle Fairley ca Lady Catelyn Stark (8 episoade)
- Emilia Clarke ca Regina Daenerys Targaryen (8 episosde)
- Aidan Gillen ca Lord Petyr Baelish (7 episoade)
- Iain Glen ca Ser Jorah Mormont (7 episoade)
- Kit Harington ca Jon Snow (8 episoade)
- Charles Dance ca Lord Tywin Lannister (7 episoade)
- Liam Cunningham ca Ser Davos Seaworth (6 episoade)
- Isaac Hempstead-Wright ca Prințul Bran Stark (7 episoade)
- Richard Madden ca Regele Robb Stark (6 episoade)
- Sophie Turner ca Prințesa Sansa Stark (7 episoade)
- Maisie Williams ca Prințesa Arya Stark (9 episoade)
- Alfie Allen ca Theon Greyjoy (8 episoade)
- John Bradley ca Samwell Tarly (6 episoade)
- Jack Gleeson ca Regele Joffrey Baratheon (6 episoade)
- Rory McCann ca Sandor Clegane (5 episoade)
- Stephen Dillane ca Regele Stannis Baratheon (7 episoade)
- Carice van Houten ca Lady Melisandre (4 episoade)
- Natalie Dormer ca Regina Margaery Tyrell (4 episoade)
- James Cosmo ca Lord Comandant Jeor Mormont (3 episoade)
- Jerome Flynn ca Bronn (7 episoade)
- Conleth Hill ca Lord Varys (6 episoade)
- Sibel Kekilli ca Shae (8 episoade)

## Echipă de producție

### Producători
- David Benioff: producător executiv & showrunner
- D.B. Weiss: producător executiv & showrunner
- Carolyn Strauss: producător executiv
- Frank Doelger: producător executiv
- George R.R. Martin: co-producător executiv
- Vanessa Taylor: co-producător executiv
- Alan Taylor: co-producător executiv
- Guymon Casady: co-producător executiv
- Vince Gerardis: co-producător executiv
- Bernadette Caulfield: producător

### Scenariști
- David Benioff & D.B. Weiss: episoadele 1, 2, 5, 7, 8, 10
- Bryan Cogman: episodul 3
- Vanessa Taylor: episodul 4 și 6
- George R.R. Martin: episodul 9

### Regizori
- Alan Taylor: episoade 1, 2, 8, 10
- Alik Sakharov: episodul 3
- David Petrarca: episoadele 4 și 5
- David Nutter: episoadele 6 și 7
- Neil Marshall: episodul 9

## Episoade
| Nr. în serial | Nr. în sezon | Titlu                                               | Regizat de     | Scris de                    | Data difuzării  | SUA telespectatori (milioane) |
| ------------- | ------------ | --------------------------------------------------- | -------------- | --------------------------- | --------------- | ----------------------------- |
| 11            | 1            | „Nordul își amintește” „The North Remembers”        | Alan Taylor    | David Benioff & D. B. Weiss | 1 aprilie 2012  | 3,86                          |
| 12            | 2            | „Moartea” „The Night Lands”                         | Alan Taylor    | David Benioff & D. B. Weiss | 8 aprilie 2012  | 3,76                          |
| 13            | 3            | „Viclenie” „What Is Dead May Never Die”             | Alik Sakharov  | Bryan Cogman                | 15 aprilie 2012 | 3,77                          |
| 14            | 4            | „Grădina oaselor” „Garden of Bones”                 | David Petrarca | Vanessa Taylor              | 22 aprilie 2012 | 3,65                          |
| 15            | 5            | „Fantoma de la Harrenhal” „The Ghost of Harrenhal”  | David Petrarca | David Benioff & D. B. Weiss | 29 aprilie 2012 | 3,90                          |
| 16            | 6            | „Zeii vechi și noi” „The Old Gods and the New”      | David Nutter   | Vanessa Taylor              | 6 mai 2012      | 3,88                          |
| 17            | 7            | „Un bărbat fără onoare” „A Man Without Honor”       | David Nutter   | David Benioff & D. B. Weiss | 13 mai 2012     | 3,69                          |
| 18            | 8            | „Prințul din Winterfell” „The Prince of Winterfell” | Alan Taylor    | David Benioff & D. B. Weiss | 20 mai 2012     | 3,86                          |
| 19            | 9            | „Bătălia” „Blackwater”                              | Neil Marshall  | George R. R. Martin         | 27 mai 2012     | 3,38                          |
| 20            | 10           | „Valar Morghulis”                                   | Alan Taylor    | David Benioff & D. B. Weiss | 3 iunie 2012    | 4,20                          |

## Legături externe
- http://ro.urzeala-tronurilor.wikia.com/wiki/Urzeala_tronurilor_(sezonul_2)
- Game of Thrones – official US site
- Game of Thrones – official UK site
- Game of Thrones – The Viewers Guide on HBO.com
- Making Game of Thrones on HBO.com Arhivat în 2 iunie 2016, la Wayback Machine.
- „Game of Thrones” la Internet Movie Database
- Lista episoadelor din Game of Thrones  la TV.com

- Game of Thrones: Season 2 la Rotten Tomatoes